# Ricky Tavares
Marcílio Henrique Tavares Gonçalves, mais conhecido como Ricky Tavares (Brasília, 28 de agosto de 1991), é um ator e modelo brasileiro.
Em 2022 interpretou Inácio Cabral na novela Além da Ilusão.

## Biografia e carreira
Nascido e criado em uma família de classe média brasiliense, Ricky Tavares é o filho mais velho de Hélio Mário Xavier e Antônia Alves Tavares Xavier. É irmão dos atores Juliana Xavier e Dharck Tavares. O autor Tiago Santiago é primo de sua mãe, sendo considerado um tio, para o ator. Possui ascendência indígena pelo lado materno.
Tavares mudou-se para o Rio de Janeiro com a família ainda na infância. Ele estudou interpretação na Escola de Teatro O Tablado e aprendeu técnicas para TV com Andréa Avancini. Iniciou sua carreira artística no teatro, aos 16 anos, interpretando o caçador Gaston no espetáculo A Bela e a Fera. Ainda no teatro, esteve em Pintando o Sete e O Mágico de Oz. Sua primeira aparição na televisão foi em 2009 na telenovela Promessas de Amor da RecordTV com o personagem Pit. No mesmo ano, interpretou o personagem Rodrigo em Malhação ID da TV Globo.
Em 2011, participou de Vidas em Jogo telenovela da RecordTV onde interpretou o dependente químico Wellington. No ano seguinte, integrou o elenco da minissérie José do Egito dando vida ao protagonista José na primeira fase da trama. Em 2013, protagonizou o especial Casamento Blindado. Em 2014, atuou no episódio "O Homem Hidrópico" na série Milagres de Jesus. Ainda em 2014, integrou o elenco da telenovela Vitória no papel de Mossoró. No ano de 2016, interpretou Zaqueu na telenovela A Terra Prometida.
No início de 2018, enfrentou o desafio de representar o apóstolo Judas Tadeu na novela Jesus. Para interpretar o personagem, que nasceu cego mas passou a enxergar após um dos milagres feitos por Jesus, Tavares precisou usar lentes de contato que lhe permitiam enxergar com apenas 20% da visão. Ele atuou na novela Gênesis em 2021, como Harã. Em 12 anos de carreira na televisão, esta foi a primeira vez que um personagem seu morreu em cena. Tavares descreveu a experiência como "desafiadora".
Em 2022, o artista interpretou Miguel na série Maldivas produzida pela Netflix e também Inácio Cabral na novela Além da Ilusão.

## Vida pessoal
Entre 2012 e 2019 namorou a atriz Marcela Barrozo.

## Filmografia

### Televisão
| Ano       | Título             | Personagem                         | Nota                                       |
| --------- | ------------------ | ---------------------------------- | ------------------------------------------ |
| 2009      | Promessas de Amor  | Aurélio Pitini (Pit)               |                                            |
| 2009      | Malhação ID        | Rodrigo Cerqueira                  |                                            |
| 2011-12   | Vidas em Jogo      | Wellington Nobre Batista           |                                            |
| 2013      | José do Egito      | José (jovem)                       | Episódios: "30 de janeiro–20 de fevereiro" |
| 2013      | Casamento Blindado | Diogo                              | Especial de Fim de Ano                     |
| 2014      | Milagres de Jesus  | Davi                               | Episódio: "O Homem Hidrópico"              |
| 2014-15   | Vitória            | Mossoró Ferreira                   |                                            |
| 2016-17   | A Terra Prometida  | Zaqueu                             |                                            |
| 2018-19   | Jesus              | Judas Tadeu                        |                                            |
| 2021      | Gênesis            | Harã                               |                                            |
| 2022      | Maldivas           | Miguel Lobato                      |                                            |
| 2022      | Além da Ilusão     | Inácio Cabral / Milko              |                                            |
| 2023-2025 | Reis               | Absalão, Príncipe de Israel e Judá | Temporada: A Consequência                  |
| 2023-2025 | Reis               | Asa, Rei de Judá                   | Temporada:A Divisão                        |

### Cinema
| Ano  | Filme                                 | Personagem |
| ---- | ------------------------------------- | ---------- |
| 2022 | Rocinha, Toda História Tem Dois Lados |            |

### Internet
| Ano  | Título               | Personagem   |
| ---- | -------------------- | ------------ |
| 2015 | Discutindo a Relação | Fred Ribeiro |
| 2017 | Super Crianças       | Morel        |

## Teatro
| Ano  | Espetáculo  |
| ---- | ----------- |
| 2013 | Apaixonados |

## Prêmios e indicações
| Ano  | Prêmio       | Categoria              | Indicação     | Resultado |
| ---- | ------------ | ---------------------- | ------------- | --------- |
| 2022 | Prêmio iBest | Influenciador Brasília | Ricky Tavares | Pendente  |